# Jacob Brockenhuus (1521-1577)
Jacob Brockenhuus (7. april 1521 på Saltø Slot – 17. oktober 1577) var en dansk adelsmand, den tredjeældste søn af Mikkel Brockenhuus.
I sin ungdom tjente han som hofsinde og var i 1546 kongens mundskænk, men forlod året efter hoftjenesten for at gifte sig og bosætte sig på Damsbo på Fyn, som faderen havde afstået til ham. Hans hustru, Susanne Eilersdatter Bølle, var enke efter Claus Eriksen Ravensberg og tilførte ham ikke blot sin fædrenegård Nakkebølle, men også et par pantelen: Marup på Sjælland, Thoreby Birk på Lolland m.m., som hun besad efter sin første husbond.
I 1548 forlenedes han derefter med Roskildegaard, som han i 1552 ombyttede med Aalborghus, hvorfra han i 1555 forflyttedes til Helsingborg, til hvilket len året efter Landskrone blev lagt. Endelig fratrådte han disse len i 1563 for at overtage Møns len, som han beholdt til 1565.
Desuden blev han brugt til forskellig hoftjeneste, hvorfor kongen i 1559 havde tiltænkt ham ridderslaget. 1562 sendtes han tillige med rigshofmesteren Eiler Hardenberg og Jens Ulfstand som gesandter til Rusland, og kort efter sin hjemkomst blev han sendt til Sverige og deltog derefter i forhandlingerne med det svenske gesandtskab, som blev opholdt i København. Inden krigen udbrød, blev han beskikket til admiral over en mindre eskadre, som skulle krydse i Østersøen og så vidt muligt forhindre sejladsen til og fra Sverige. Samtidig udsendte kong Erik XIV en flåde under admiral Jacob Bagge for i Rostock at hente kongens brud. De to flåder mødtes ved Bornholm 30. maj 1563, og skønt krigen ikke var erklæret, kom det ved et tilfælde til en kamp mellem dem.
I denne kamp deltog fra dansk side kun admiralskibet og to andre skibe, da de øvrige skibe lå til ankers under land, og resultatet af kampen kunne derfor kun blive en sejr for svenskerne. Efter fire timers heltemodigt forsvar måtte J. B. overgive sig til dem. Fangerne førtes til Stockholm og blev slæbt gennem gaderne i det ilde anbragte triumftog, som kong Erik foranstaltede for sin admiral. J. B. sad nu fangen i syv år, idet han udtrykkelig undtoges fra den almindelige fangeudveksling i 1568; formodentlig var kong Frederik II til trods for hans tapre forsvar misfornøjet med hans forhold i slaget, idet han ikke havde holdt sig til de instrukser, der pålagde ham at holde skibene samlede i tilfælde af kamp.
Derimod var han 1566 en måned i sit hjem, idet svenskerne sendte ham og Gregers Ulfstand til Danmark for at forhandle om udveksling af fanger. Først efter den endelige fredsslutning blev han løsladt. Hans hustru, som under hans fangenskab havde opført den endnu bevarede, smukke hovedbygning på Nakkebølle, var død kort forinden (28. juni 1569). Efter sin hjemkomst levede han stille, først på Nakkebølle og siden, efter at han 1574 havde overdraget denne gård til sin søn Eiler, på Damsbo, hvor han døde.